# Jardelund
Jardelund eller Jarlund (sønderjysk Jadelund) er en landsby og kommune beliggende på gesten vest for Flensborg i det nordlige Sydslesvig og umiddelbart syd for den dansk-tyske grænse. Administrativt hører kommunen under Slesvig-Flensborg kreds i den tyske delstat Slesvig-Holsten. Kommunen samarbejder på administrativt plan med andre kommuner i omegnen i Skovlund kommunefællesskab (Amt Schafflund). I kirkelig henseende hører Jardelund under Medelby Sogn. Sognet lå i Kær Herred, Tønder Amt), da Slesvig var dansk indtil 1864.
Navnet dukker for første gang op i skriftlige kilder i 1451. Stednavnet henføres til oldnordisk hjorðr, plurarlis hjarðar for hjord. Jardelundmark er første gang nævnt 1880. Den danske filolog Johannes Kok skriver Gjardelund og henfører navnet til gærde (oldnordisk gjorð). Ved folkeafstemmingen i 1920 stemte 49 % af indbyggerne dansk.
Kommunen er landbrugspræget. I byen befinder sig Christian Lassens Mindemuseum, som drives af Sydslesvigs Landboforening. Den ved grænsen beliggende Jardelund Mose er en del af den grænseoverskridende Jardelund-Frøslev Mose (sml Frøslev Mose nord for grænsen). Her har tidligere været gravet tørv.
Ved Jardelund er der oprettet et lagerkraftværk med energilagringsbatterier, for at lagre vedvarende energi, især vindenergi.